# Sébastien Santa
Sébastien Santa est un pharmacien et botaniste français. Il est connu pour sa collaboration avec Pierre Quézel dans la rédaction de la Nouvelle Flore de l'Algérie.
Il a également rédigé le Catalogue des plantes de l'Algérie Occidentale et du Maroc Oriental, publié en 1949. En 1961, il sort un mémoire nommée Les Poissons et le monde marin des côtes de l'Oranie en collaboration avec A. Simonet.